# Ordo Ad Chao
Ordo Ad Chao četvrti je studijski album norveškog black metal-sastava Mayhem. Diskografska kuća Season of Mist objavila ga je 16. travnja 2007.
Godine 2008. osvojio je norvešku nagradu Spellemannprisen za najbolji metal album.

## O albumu
Nakon odlaska prethodnog pjevača Maniaca (Svena Erika Kristiansena) u skupinu je ušao pjevač Attila Csihar, koji je prethodno snimio vokalne dionice na albumu De Mysteriis Dom Sathanas iz 1994. Posljednji je Mayhemov album s gitaristom Blasphemerom (Runeom Eriksenom), koji je na uratku svirao i bas-gitaru.
Za pjesmu "Anti" snimljen je glazbeni spot.

## Glazbeni stil i tekstovi
Pjesme na Ordo Ad Chao brze su i pripadaju ekstremnijem obliku metala, ali u njima je prisutna i visoka razina raznolikosti u tempu. Recenzent Florian s mrežnog mjesta metal.de izjavio je: "[To je] bućkuriš neodredivih rifova, neprobojne tame i subliminalnog nasilja. Nema prepoznatljivosti, nema dosljednog tempa, nema milosti, moždani valovi svode se na ponavljajuće obrasce. Tu su samo prljavština, šmrklji i krv, ono najgore što dvadeset i pet godina black metala vuče za sobom."
Ordo Ad Chao razlikuje se od prijašnjih uradaka po tome što je produkcija namjerno niske kvalitete.
Csihar je također napisao tekstove za sve pjesme na albumu (osim za pjesmu "Anti", čiji je tekst napisao s Blasphemerom), što je dovelo do tematskog zaokreta; prijašnji su tekstovi pjesama skupine bili posvećeni morbidnim i sotonističkim temama, dok su na Ordo Ad Chao posvećeni psihičkim silama, Anunnakijima i stvaranju ljudske vrste kao radne snage za izvanzemaljce.

## Popis pjesama
Tekstovi: Atilla, osim za pjesmu "Anti", koju je napisao s Blasphemerom, glazba: Blasphemer.
| 1.    | »A Wise Birthgiver«    | 3:30 |
| 2.    | »Wall of Water«        | 4:40 |
| 3.    | »Great Work of Ages«   | 3:52 |
| 4.    | »Deconsecrate«         | 4:07 |
| 5.    | »Illuminate Eliminate« | 9:40 |
| 6.    | »Psychic Horns«        | 6:32 |
| 7.    | »Key to the Storms«    | 3:52 |
| 8.    | »Anti«                 | 4:33 |
| 40:46 |                        |      |

## Recenzije i komercijalni uspjeh
Ordo Ad Chao uglavnom je dobio pozitivne kritike. Florian s mrežnog mjesta metal.de dodijelio mu je sedam od deset bodova i izjavio: "Ovaj je album umjetničko djelo; umjetničko koliko bi umjetnički bilo vidjeti kravu kojoj viri utroba, ali je i dalje prvo pravo umjetničko djelo koje je Mayhem snimio. Možete ga prihvatiti takvog kakav jest ili ga ostaviti po strani; kako god bilo, nakon objave "Ordo Ad Chao" ova skupina više nije što je bila prije. Euronymous bi sigurno bio ponosan na te luđake i put kojim se kreću makar bio jedini koji tako misli." Redakcija mrežnog mjesta metal1.info dodijelila mu je devet od deset bodova i komentirala je: "Black metal ponovno je dobio svojeg gospodara 2007., i to je opet bio Mayhem. Black metal scena sad ima album prema kojem se treba mjeriti. [...] Mayhem posve mijenja black metal [albumom] Ordo Ad Chao, potpuno crnim komadom glazbe." Pojavio se na 12. mjestu norveške ljestvice albuma, a 2008. je osvojio nagradu Spellemannprisen za najbolji metal album.

## Zasluge
| Mayhem - Atilla – vokali, produkcija - Blasphemer – gitara, bas-gitara, produkcija; snimanje (pjesme "A Wise Birthgiver") - Hellhammer – bubnjevi - Necrobutcher – bas-gitara | Ostalo osoblje - Knut Valle – tonska obrada, miksanje - Gyikfül – masteriranje - Kim Sølve – ilustracije - Trine Paulsen – fotografija |